# Bantam BRC
Bantam BRC — американський позашляховик періоду Другої світової війни, побудований в 1940 році. Вироблений у відносно невеликій кількості, використовувався в США, Великій Британії та СРСР. Базова версія моделі BRC-40.

## Історія
У липні 1940 році від американської армії надійшло замовлення на розробку конструкції та випуск дослідної серії з 70 легких повнопривідних автомобілів класу «одна чверть тонни». Найважчою умовою контракту виявилися терміни, які передбачали здачу дослідних зразків вже через 49 діб. Нещодавно працевлаштований на фірмі головний інженер American Bantam Карл Пробст уже через п'ять діб представив ескізний проєкт майбутнього автомобіля, який тепер весь світ знає як «джип».
«Пілотна» серія автомобілів Bantam складалася з двох партій — вже в другу були внесені деякі конструктивні зміни. Після проходження польових випробувань, фірма внесла в конструкцію автомобіля, який дістав тоді ж прізвисько «джип», серйозні зміни та отримала на початку 1941 року контракт на постачання американській армії 1500 автомобілів моделі Bantam BRC40.
Зрештою, по грудень 1941 було вироблено 2605 од. BRC40, більша частина яких влітку 1941 року була відправлена в рамках Ленд-лізу у Велику Британію, а звідти восени того ж року переправлена з північними конвоями PQ в СРСР. Відомо, що один примірник Bantam BRC40 (фронтовики прозвали цю модель «бантиком») використовувався охороною маршала Жукова.
Конструкція «джипа» так сподобалася американським військовим, що вони без згоди American Bantam передали її креслення (в рамках програми військової мобілізації) головному конкурентові — фірмі Willys-Overland, а пізніше вже її креслення — Ford Motor., з якими в 1942 році були укладені масштабні контракти на виробництво «джипів». Фірмі American Bantam дістався тільки контракт на виробництво причепів до «джипів». В результаті до кінця  Другої світової війни фірма виявилася не здатною зібрати потрібні для конверсії виробництва засоби й, до того ж програла в 1945 році судовий процес проти Willys за права на торговельну марку Jeep, в результаті чого була змушена зійти зі сцени, назавжди залишившись в історії творцем «джипа».